# Planet Ultra
| Críticas profissionais | Críticas profissionais |
| Avaliações da crítica  | Avaliações da crítica  |
| Fonte                  | Avaliação              |
| ---------------------- | ---------------------- |
| All Music Guide        | link                   |

Planet Ultra é o quarto álbum de estúdio da banda de rap rock neerlandesa Urban Dance Squad. Foi lançado em 26 de janeiro de 1998, pela gravadora Virgin Records.

## Faixas
1. Nonstarter  (4:36)
2. Temporarily Expendable  (3:32)
3. Forgery  (2:15)
4. Planet Ultra  (4:59)
5. Dresscode  (5:02)
6. Totalled  (2:57)
7. Warzone 109  (3:13)
8. Metaphore Warfare  (2:48)
9. Ego  (2:38)
10. Carbon Copy  (3:39)
11. Everyday Blitzkrieg  (1:17)
12. Inside-Outsider  (2:32)
13. Stark Sharks & Backlashes  (3:17)
14. Pass The Baton Right  (3:20)
15. Damn The Quota  (1:54)
16. Grifter Swifter  (6:21)
17. Tabloid Say  (15:44)
18. Natural Born Communicator  (3:40)